# Prostheclina bulburin
Prostheclina bulburin är en spindelart som beskrevs av Richardson, Zabka 2007. Prostheclina bulburin ingår i släktet Prostheclina och familjen hoppspindlar. Inga underarter finns listade i Catalogue of Life.